# Никитин, Юрий Семёнович
Ю́рий Семёнович Ники́тин (Пустой шаблон {{ВД-Преамбула}} ) — советский легкоатлет, специалист по бегу на средние и длинные дистанции, марафону. Выступал за сборную СССР по лёгкой атлетике в 1960-х годах, серебряный призёр чемпионата СССР, победитель первенств всесоюзного и всероссийского значения, участник чемпионата Европы в Белграде. Представлял Рязань и спортивное общество «Спартак». Мастер спорта СССР.

## Биография
Юрий Никитин родился 22 сентября 1935 года. Занимался лёгкой атлетикой в Рязани, выступал за РСФСР и добровольное спортивное общество «Спартак».
Впервые заявил о себе на всесоюзном уровне в ноябре 1958 года, когда на марафоне в Тбилиси с результатом 2:22:18 финишировал третьим — тем самым выполнил норматив мастера спорта СССР. Также стал третьим на XV традиционном всесоюзном 30-километровом пробеге «Тарасовка — Москва», пропустив вперёд Виктора Байкова и Александра Агрызкина.
В 1962 году в беге на 5000 метров был вторым на всесоюзных соревнованиях в Риге, с личным рекордом 14:13.8 занял третье место на Мемориале братьев Знаменских в Москве. Должен был бежать 5000 метров в метчевой встрече со сборной США в Стэнфорде, однако из-за болезни тренеры в конечном счёте заменили его Петром Болотниковым. На чемпионате СССР в Москве показал четвёртый результат в дисциплине 5000 метров и завоевал серебряную награду в дисциплине 10 000 метров, уступив здесь только Болтникову. Благодаря череде удачных выступлений вошёл в основной состав советской сборной и удостоился права защищать честь страны на чемпионате Европы в Белграде — в программе бега на 5000 метров занял в финале 11-е место, в то время как в беге на 10 000 метров показал 17-й результат.
В 1963 году выиграл серебряные медали в беге на 3000 метров на всесоюзном старте в Черновцах и в беге на 5000 метров на соревнованиях в Киеве.
В 1964 году был пятым в дисциплине 5000 метров на Мемориале братьев Знаменских в Москве и в дисциплине 10 000 метров на чемпионате СССР в Киеве, установив при этом свой личный рекорд — 28:47.2.
В 1965 году стал бронзовым призёром в беге на 5000 метров на соревнованиях в помещении в Ленинграде, занял шестое место на турнире в Москве и на Мемориале братьев Знаменских в Минске.